# كريستين كلارك (مجدفة)
كريستين كلارك (بالإنجليزية: Christina Clarke) هي مجدف كندية، ولدت في 11 أغسطس 1960 في سكاربورو، تورنتو في كندا.

## وصلات خارجية
- كريستينا كلارك على موقع الاتحاد الدولي للتجديف (الإنجليزية)
- كريستينا كلارك على موقع أوليمبيديا (الإنجليزية)
- كريستينا كلارك على موقع اللجنة الأولمبية الكندية (الإنجليزية)
- كريستينا كلارك على موقع اتحاد ألعاب الكومنولث (مؤرشف) (الإنجليزية)